# Pennell-Küste
Koordinaten: 71° 0′ S, 167° 0′ O
Die Pennell-Küste ist ein Küstenabschnitt zwischen Kap Williams und Kap Adare im ostantarktischen Viktorialand. Im Süden und Osten, jenseits des Kap Adare, schließt sich die Borchgrevink-Küste an, und im Westen die Oates-Küste.
Der Name wurde im Jahre 1961 von der neuseeländischen Ortsnamenkommission für die Antarktis (NZ-APC) im Andenken an Harry Pennell (1882–1916) empfohlen.
Dieser war Kommandeur der Terra Nova, des Expeditionsschiffes der Terra-Nova-Expedition (1910–1913). Pennell führte ozeanographische Arbeiten in der Ross-See durch. Im Februar 1911 erforschte er diesen Küstenabschnitt, nachdem er die Nordgruppe der Expedition unter Victor Campbell (1875–1956) am Kap Adare abgesetzt hatte.
Der Name Pennell-Küste steht sowohl für den Küstenabschnitt selbst als auch für das Hinterland südwärts bis zur Wasserscheide an den Southern Cross Mountains und westwärts bis zu den Usarp Mountains.
Im Gebiet der Pennell-Küste befinden sich der 250 Kilometer lange Rennick-Gletscher, die Anare Mountains sowie nördliche Ausläufer der Bowers Mountains und der Admiralitätsberge. Das Inland wird von zahlreichen kleineren Gebirgszügen bestimmt, darunter die Freyberg Mountains und die Concord Mountains.

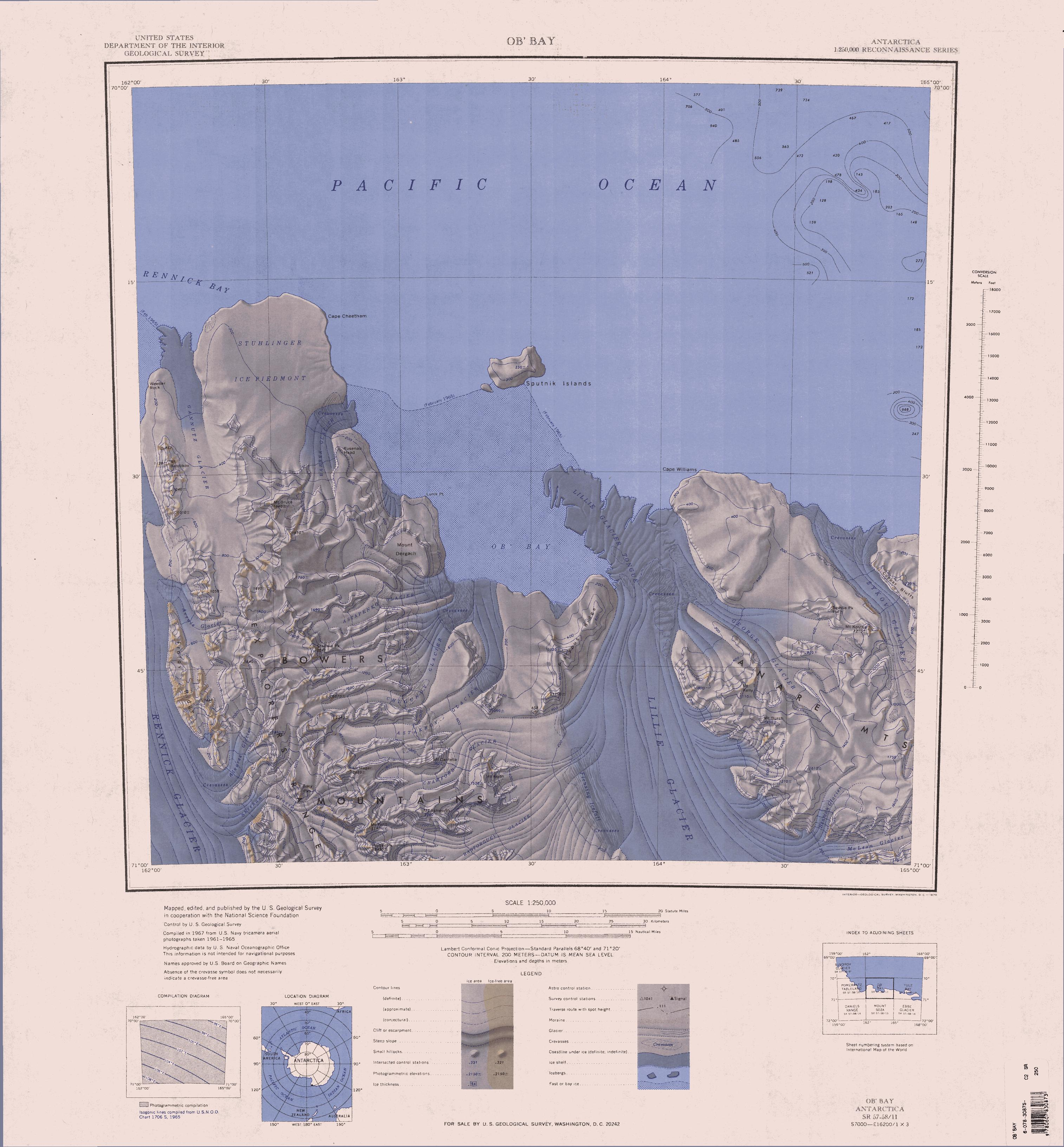
Westteil mit der Ob’ Bay (1967)
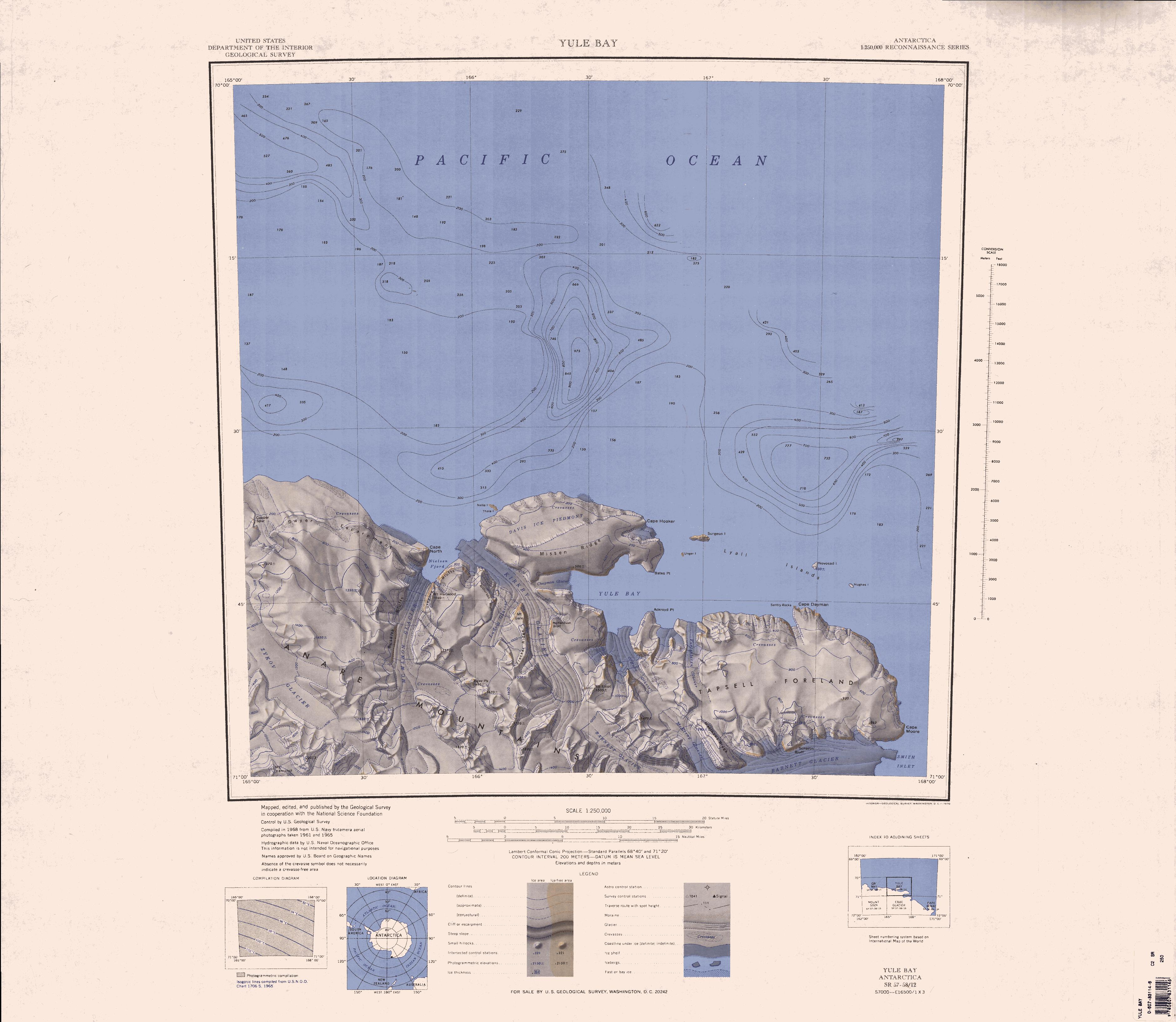
Mittelteil mit der Yule Bay (1968)
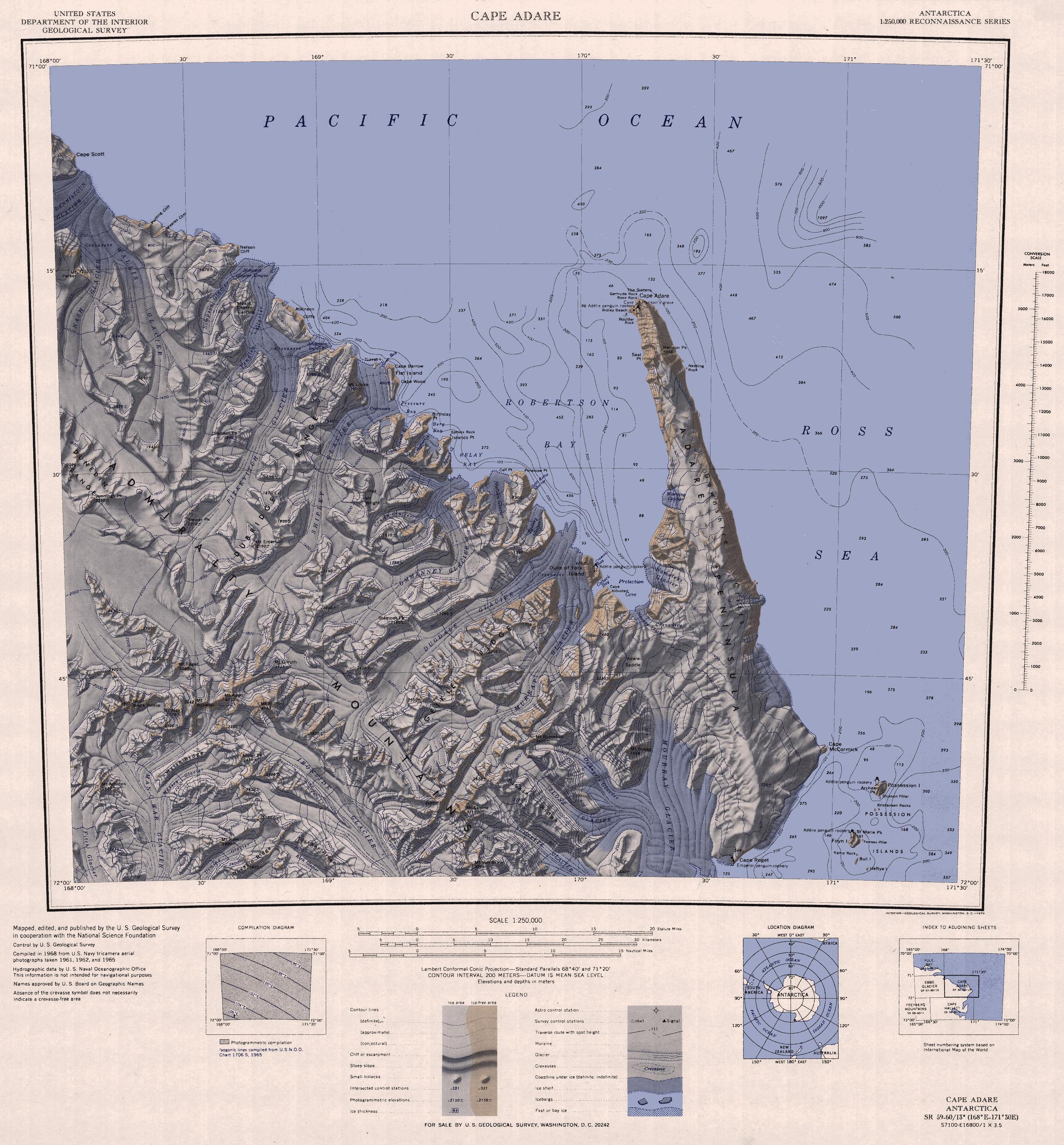
Ostteil mit der Robertson Bay (1968)